# Orde van de Militaire Vlag
De Orde van de Militaire Vlag werd door de regering van Joegoslavië verleend. De wet op de Joegoslavische decoraties kende maarschalk Tito deze in de stijl van de Russische oorlogsonderscheidingen uitgevoerde op de borst gedragen ster in 1954 toe. Zie de Lijst van ridderorden en onderscheidingen van maarschalk Tito.
Het is een tienpuntige ster, de punten zijn afwisselend van goud of van platina, ingelegd met tientallen briljanten en een straal van kleine robijnen. Rond het zilveren medaillon met de afbeelding van een soldaat met vlaggen op de achtergrond is een witte ring aangebracht waarop in gouden letters een motto staat.